# Třída zatížení poklopů

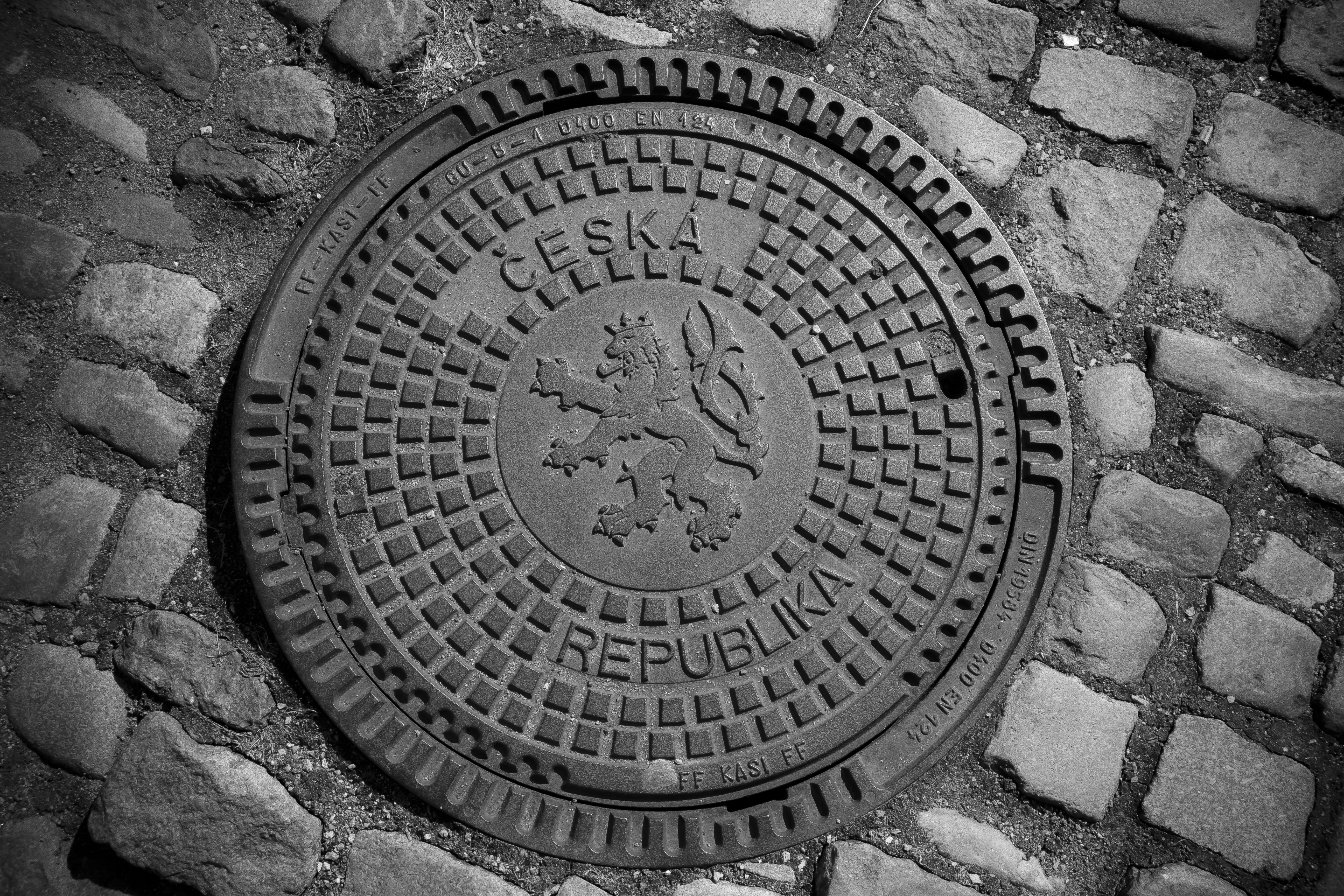
Poklop na zatížení D400 dle EN 124

Třída zatížení poklopů v dopravním stavitelství určuje nutnou únosnost poklopů, kanálových mříží a pod. Je určena evropskou normou EN 124 a označuje se písmenem a číslem, přičemž A je nejnižší zatížení a F nejvyšší. Číslo znamená sílu působící na poklop v kilonewtonech.
| Třída | |
| ----- | --- |
| A 15  | návrhové zatížení 15 kN, 1,5 tuny: Dopravní plochy, které jsou využívány výhradně chodci a cyklisty. |
| B 125 | návrhové zatížení 125 kN, 12,5 tun: Chodníky, pěší zóny, parkoviště pro osobní automobily.           |
| C 250 | návrhové zatížení 250 kN, 25 tun: Provoz výhradně osobních automobilů, parkoviště, parkovací pásy    |
| D 400 | návrhové zatížení 400 kN, 40 tun : Jízdní pruhy ulic a ostatních komunikací.                         |
| E 600 | návrhové zatížení 600 kN, 60 tun: Mimořádně zatížené dopravní plochy, průmyslové areály.             |
| F 900 | návrhové zatížení 900 kN, 90 tun: Extrémní zatížení, letiště.                                        |

| A 15  | 1,5 t  | Zastavěné, polní a provozní plochy zatěžovány výhradně chodci a cyklisty                                          |
| AA    | 5 t    | Plochy dostupné pouze pro soukromá osobní vozidla                                                                 |
| AAA   | 10 t   | Neprůjezdné areály, příjezdové cesty, servisní komunikace, stezky pro pěší                                        |
| B 125 | 12,5 t | Chodníky, pěší a obytné zóny, příjezdové komunikace, parkovací plochy                                             |
| C 250 | 25 t   | Vtokové mříže v ploše odvodňovacích proužků pozemní komunikace (max. 0,5 m do vozovky a 0,2 m do chodníku)        |
| D 400 | 40 t   | Vozovky pozemních komunikací, zpevněné krajnice a parkovací plochy přípustné pro všechny druhy silničních vozidel |
| E 600 | 60 t   | Mimořádně zatížené dopravní plochy (zatížení v přístavech)                                                        |
| F 900 | 90 t   | Extrémní zatížení (provozní letištní plochy)                                                                      |